# Комиссия по азартным играм Великобритании
Комиссия азартных игр Великобритании (англ. UK Gambling Comission / UKGC) — официальный игорный регулятор государства, контролирующий соответствие осуществления деятельности большинства игорных заведений положениям законодательных норм.

## История создания, регламентированные функции
Комиссия азартных игр Великобритании была создана в 2007 году в соответствии с положениями Закона об азартных играх 2005 года. Основной функцией регулятора является регулирование деятельности игорных заведений, предлагающих возможность игры в игровые автоматы, лотереи, аркадные, настольные игры.
Наравне с тем, в сферу деятельности Комиссии азартных игр Великобритании входит регулирование, лицензирование удаленного игорного бизнеса: онлайн казино, прием ставок по телефону и мобильных ставок с использованием любого оборудования, действующего на территории Соединенного Королевства.
С первого октября 2013 года в состав UK Gambling Comission была включена Национальная комиссия лотерей.

## Основные обязанности
Сегодня Комиссия азартных игр Великобритании представлена в формате вневедомственного государственного органа, действующего под эгидой Департамента культуры, СМИ и спорта. Основной сферой деятельности регулятора стала работа с игорными операторами. UK Gambling Comission занимается выдачей официальных лицензий на предоставление наземных, онлайн услуг в игорном бизнесе, также имеет полномочия на отзыв разрешения на осуществление деятельности и наложение штрафов.
Получить лицензию UK Gambling Comission могут только операторы, оборудование которых размещено непосредственно на территории государства. Представители индустрии азарта, использующие терминалами за пределами страны, но желающие рекламировать свои услуги в Британии, обязаны обладать лицензией одного из регуляторов белого списка игорных юрисдикций.
На сегодняшний день ведутся дискуссии по внесению изменений в действующие положения. В случае принятия изменений получить лицензию будут обязаны любые игровые операторы, желающие рекламировать и предоставлять услуги по приему ставок от потребителей Британии.

## Защита игорного рынка Великобритании
Важным направлением деятельности Комиссии азартных игр Великобритании является выявление и предотвращение правонарушений на игорном рынке. Основными целями данной работы является обеспечение честности, прозрачности в индустрии азарта и защита уязвимых слоев населения: детей, подростков, граждан, подверженных зависимости к азартным развлечениям.
Комиссия азартных игр Великобритании оказывает консультационные услуги национальным, местным органам власти страны по любым вопросам, связанным с игорным бизнесом, помогает в расследовании уголовных преступлений, направленных на осуществление нелегальных, мошеннических действий, принимает участие в судебных заседаниях.

## Мониторинг, методы регулирования игорного бизнеса
Для обеспечения гарантий соответствия деятельности лицензионных игорных заведений требованиям законодательным норм, стандартов, представители UKGC наделены правом посещения своих лицензиатов, проверки их финансовой деятельности. По результатам подобных мероприятий специалисты Комиссии могут выдать рекомендации к внесению поправок в работу оператора. Исполнение требований обязательно.
В случае выявления грубых нарушений UK Gambling Comission может провести дополнительное расследование, лишить оператора лицензии или наложить предупреждающие штрафные санкции.
Отдельным направлением служит работа подразделения разведки, занимающегося сбором информации о любых фактах нелегального осуществления деятельности в игорной отрасли. Перечень операторов, получивших официальные лицензии на право предоставления услуг, публикуется на официальном сайте UKGC.

## Текущая деятельность
Комиссия азартных игр Великобритании активно сотрудничает с добросовестными участниками игорного бизнеса. Только за период 2015—2016 год UKGC:
- заключила несколько соглашений о взаимодействии. Партнерами регулятора стали SIRJ и Spillemyndigheden — португальский и датский регулятор индустрии азартных игр, соответственно.
- выдала свыше десятка лицензий на осуществление деятельности. Право на предоставление услуг на британском игорном рынке получили компании Yggdrassil Gaming, FanDuel, Vbet, BetConstruct, Contagious Gaming, Magnet Gaming, прочим представителям игорного рынка.

В целях оптимизации деятельности в индустрии азарта пересматриваются правила использования криптовалют, особенности налогообложения. В 2018 году комиссия опубликовала новые правила, согласно которым владельцы казино и залов игровых автоматов не должны допускать в свои заведения несовершеннолетних, а так же чтобы во всех заведениях такого типа была опубликована информация относительно ограничений на участие в азартных играх несовершеннолетних.

## Работа Комиссии азартных игр Великобритании, подвергшаяся критике
Последние несколько лет ряд действия со стороны UKGC подвергся жесткой критике:
- за отсутствие запрета на предотвращение распространения терминалов FOBT по приему фиксированных ставок на улицах. Появление данного оборудования было обусловлено передачей соответствующих полномочий местным органам власти.
- закрытие букмекерской онлайн конторы BetBulter. Заведение прекратило деятельность, просто оставив соответствующее сообщение на сайте. Согласно публикации, «клиентские выплаты были временно прекращены. Процесс осуществление транзакций может занят неопределенное время». Клиенты компании выразили серьезную озабоченность такой ситуацией и подвергли критики действия Комиссии.

## Примечание
- Контакты, расположение на карте